# Raffaele Pezzullo
Raffaele Pezzullo (Frattamaggiore, 1º aprile 1896 – Frattamaggiore, 19 gennaio 1957) è stato un politico italiano.

## Biografia
Sindaco di Frattamaggiore dal 1946 al 1952, è stato senatore della Repubblica per due legislature dal 1948 al 1953 e dal 1956 (anno in cui è subentrato al posto di Francesco Selvaggi, morto nel 1956) fino al 1957, anno della sua morte in cui venne sostituito da Giuseppe Piegari durante la II legislatura.